# پونته گرادنا
پونته گرادنا (به ایتالیایی: Ponte Gardena) یک منطقهٔ مسکونی در ایتالیا است که در تیرول جنوبی واقع شده‌است.

## خصوصیات
پونته گرادنا ۲٫۳ کیلومترمربع مساحت و ۱۹۲ نفر جمعیت دارد و ۴۷۱ متر بالاتر از سطح دریا واقع شده‌است.